# The Guest of the Evening
The Guest of the Evening è un cortometraggio muto del 1914 diretto da Frank Wilson.

## Trama
Un conte si fa passare per vittima di un fallimento in modo da far apparire un suo amico un ladro.

## Produzione
Il film fu prodotto dalla Hepworth.

## Distribuzione
Distribuito dalla Hepworth, il film - un cortometraggio di una bobina - uscì nelle sale cinematografiche britanniche nel maggio 1914.
Fu distrutto nel 1924 dallo stesso produttore, Cecil M. Hepworth. Fallito, in gravissime difficoltà finanziarie, Hepworth pensò in questo modo di poter almeno recuperare il nitrato d'argento della pellicola.